# کوئوپیو
کوئوپیو (فنلاندی: Kuopio)، شهری در فنلاند است. این شهر نهمین شهر پرجمعیت فنلاند محسوب می‌گردد.

## یادداشت
1. ↑  تلفظ فنلاندی: [ˈkuo̯pio] (شنیدنⓘ)

## نگارخانه

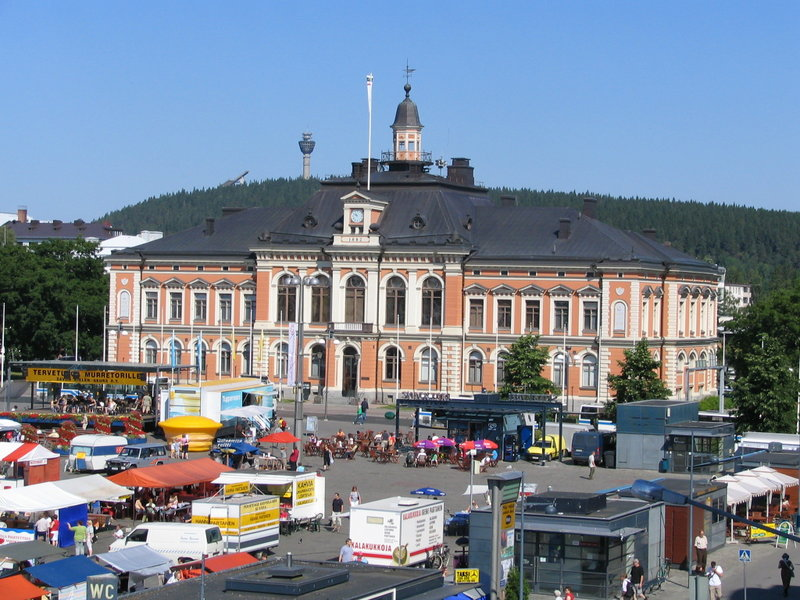
تالار شهر

## جستارهای ویژه
- فهرست شهرهای فنلاند